# 卡梅倫 (加利福尼亞州克恩縣)
卡梅倫（英語：Cameron）是位於美國加利福尼亞州克恩縣的一個非建制地區。該地的面積和人口皆未知。

## 地理
卡梅倫的座標為35°05′48″N 118°17′51″W / 35.09667°N 118.29750°W，而該地的平均海拔高度為1159米（即3802英尺）。